# Emiliano Zapata, Tierra Blanca
Emiliano Zapata är en ort i Mexiko.   Den ligger i kommunen Tierra Blanca och delstaten Veracruz, i den sydöstra delen av landet, 300 km öster om huvudstaden Mexico City. Emiliano Zapata ligger 43 meter över havet och antalet invånare är 102.
Terrängen runt Emiliano Zapata är mycket platt, och sluttar österut. Runt Emiliano Zapata är det ganska tätbefolkat, med 75 invånare per kvadratkilometer. Närmaste större samhälle är Nuevo Paso Nazareno, 16,9 km sydväst om Emiliano Zapata. Omgivningarna runt Emiliano Zapata är en mosaik av jordbruksmark och naturlig växtlighet.